# Абдульхосейн Хаэри
Абдульхосейн Хаэри (перс. عبدالحسین حائری‎ 1927, Кум — 2015, Тегеран) — иранский библиограф, каталогизатор и исследователь рукописей. Умер 23 августа 2015 года в возрасте 88 лет.

## Биография
С раннего детства читал Коран. Затем отец обучил его началам арабского языка, вместе с ним он изучил ряд школьных дисциплин. Уже к девятнадцати годам он получил хорошее образование в сфере исламского права и основ ислама. Его профессорами были Мортеза Хаэри (также его дядя), Мохаммад Садуги, Сейед Мохаммад Реза Голпаегани. Впоследствии он также изучал иные науки, относящиеся к исламу с такими преподавателями, как Айат Азам Мохаммад Таги Хансари, Садр ад-Дин Садр, Мохаммад Ходжат и Хосейн Табатабаи Боруджерди, а уже в возрасте 24 лет он получил степень иджтихада и стал муджтахедом. После получения образования переехал в Тегеран. Абдульхосейн Хаэри также был членом совета составителей словаря «Деххода» в течение семнадцати лет и руководил публикацией нескольких томов. Хаэри работал в библиотеке Исламского консультативного совета более полувека (с 1952 г. по настоящее время) и почти двадцать лет являлся руководителем библиотеки Исламского совета. Авторский метод постижения истории науки у Абульхосейна Хаэри зиждется прежде всего на основе переписывания копий рукописей, что также принесло ему мировые награды.
Церемония почтения памяти Абдульхосейна Хаэри была проведена во вторник, 17 сентября 2013 года при поддержке одной из главных библиотек Ирана : «Библиотекой, музеем и Центральным архивом Исламского консультативного совета» после более чем полувековой деятельности Хаэри в области исследования рукописей и их каталогизации.

## Семья
Сын Мирзы Ахмада Хаэри и внук по дочери Абдулькарима Хаэри Язди. Абдул Хади Хаэри — его брат.